# 狭叶中美藓
狭叶中美藓（学名：Tuerckheimia svihlae）为丛藓科中美藓属下的一个种。